# Systems
Systems（系統）是一个IT业的专业博览会，每年在德国城市慕尼黑举行。